# 蹺蹺板

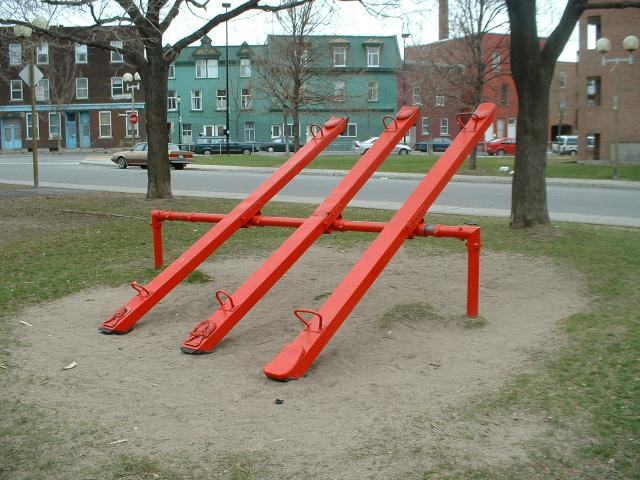
遊樂場裡的蹺蹺板

蹺蹺板（又作翹翹板），又稱為搖搖板，是指以某些東西作為支點，支撐著很長但十分狹窄的板在上方，讓一方上升時，另一方下降的遊戲。這運用了槓桿原理，是兒童遊樂場裡的典型遊戲。
在遊樂場的設定裡，這塊板通常會被設置在正中，而兩邊則各坐一個人然後輪流以其腳踏地使自身的那邊升上去。而在遊樂場裡的蹺蹺板通常會有扶手讓玩者抓牢。而蹺蹺板最大的問題是如果一邊的兒童比另一邊的重很多的時候，當該較重的兒童突然用力踏地或坐下不願踏地時，另一邊的兒童可能會跌下並受傷。而為了這個原因，蹺蹺板通常會安裝在柔軟的膠質地面上。
如今双人跷跷板演变为四人跷跷板，即两块板互相垂直摆放，可供四人以上游戏，多见于斗牛场。
在狗狗靈敏賽裡，蹺蹺板通常會設成不平衡使得參賽狗隻在其上走過時，總是會以同一方降下地面。
蹺蹺板除了可以供兒童玩樂外，亦可作為在特技表演的工具。而日常生活裡，則可作為機械工具，這是因為蹺蹺板用了槓桿原理。
在心理学上被称为“跷跷板效应”，指一方获得优势必有另一方劣势。